# William Waddell
William Waddell (ur. 7 marca 1921 – zm. 14 października 1992) był szkockim piłkarzem i trenerem. Przez większość swojej kariery zarówno piłkarskiej jak i menadżerskiej związany był z Rangersami.